# Lexicometria
La lexicometria és l'estudi quantitatiu del lèxic, utilitzant mètodes estadístics, estudiant un corpus de textos, basant-se principalment en la freqüència d'utilització dels mots que en formen part.

## Història
La lexicometria va néixer de l'interès de lingüistes i historiadors per les ciències informàtiques emergents els anys 1950 i 1960 i, des d'un punt de vista teòric, reflecteix una atenció prestada als enfocaments quantitatius a les ciències humanes (en particular, la història quantitativa ) i la cerca. per a estructures col·lectives en el llenguatge, sota la influència de l'estructuralisme. Es va desenvolupar en la història de França en els anys 1970 i 1980, i va ocupar el seu lloc en el gir lingüístic de les ciències humanes, en particular amb els treballs de Régine Robin i els treballs d'historiadors com Antoine Prost, que Treballà sobre el vocabulari de les proclames electorals o medievalistes com Jean-Philippe Genet o Alain Guerreau.
Hereta l'obra de lingüistes com Charles Muller, Étienne Brunet, i no és aliena a l'escola francesa d'anàlisi de dades ia les eines desenvolupades en particular per Jean-Paul Benzécri (com l'anàlisi factorial ). Després d'un període general de declivi dels mètodes quantitatius en les ciències humanes a les dècades de 1980 i 1990, la lexicometria torna al segle XXI, com a part del desenvolupament de les humanitats digitals, entre altres mètodes d'anàlisi de dades textuals.

## Ciències relacionades
- Anàlisi de dades textuals
- Humanitats digitals
- Lexicografia
- Lingüística computacional
- Logometria
- Estadística
- Estilometria
- Textometria